# Belle de Bruxelles (pera)
Belle de Bruxelles (en España: 'Bella de Bruxelas') es una variedad cultivar de pera europea Pyrus communis. Esta pera está cultivada en la colección de la Estación Experimental Aula Dei (Zaragoza). Esta pera está muy difundido su cultivo en España, aunque se cree es originaria de una zona indeterminada de Alemania, y muy extendida y cultivada en Flandes desde principios del siglo XIX.

## Sinonimia
- "Belle et Bonne",[7]
- "Fanfareau",
- "Beuzard",
- "Belle de Luxembourg",
- "Deutsch Nationalbergamotte",
- "Belle d'aout",
- "Bella de Bruxelas" en E.E. de Aula Dei (Zaragoza) España.[4][8]
- "Bella de Bruselas" en España,[9]
- "Pera Plana".[4]

## Historia
Su origen se cree se sitúa en una zona indeterminada de Alemania donde ya se cultivaba en 1789. Muy extendida y cultivada en Flandes  y Valonia desde principios del siglo XIX.
Consta una descripción del fruto: Leroy, 1867 : 193; Hedrick, 1921 : 263; Soc. Pom. France 1947 : 536; Vercier, 1948 : 49, y en E. E. Aula Dei.
En España 'Bella de Bruxelas' está considerada incluida en las variedades locales autóctonas muy antiguas, cuyo cultivo se centraba en comarcas muy definidas. Se caracterizaban por su buena adaptación a sus ecosistemas y podrían tener interés genético en virtud de su adaptación. Se encontraban diseminadas por todas las regiones fruteras españolas, aunque eran especialmente frecuentes en la España húmeda. Estas se podían clasificar en dos subgrupos: de mesa y de cocina (aunque algunas tenían aptitud mixta).
'Bella de Bruxelas' es una variedad clasificada como de mesa, difundido su cultivo en el pasado por los viveros comerciales y cuyo cultivo en la actualidad se ha reducido a huertos familiares y jardines privados.

## Características
El peral de la variedad 'Bella de Bruxelas' tiene un vigor fuerte; florece a inicios de mayo; tubo del cáliz muy grande, en forma de embudo con conducto de anchura y profundidad media, restos de estambres, muy gruesos naciendo bastante separados de la base de los sépalos, y con pistilos verdes.
La variedad de pera 'Bella de Bruxelas' tiene un fruto de tamaño mediano a muy grande; forma variable tanto maliforme, como redondeada, generalmente asimétrica, y contorno irregularmente redondeado; piel lisa, brillante; con color de fondo amarillo pálido uniforme, generalmente sin chapa o con chapa ligera sonrosada o bronceada, presentando punteado y pequeñas manchitas ruginosa-"russeting" por todo el fruto, "russeting" (pardeamiento áspero superficial que presentan algunas variedades) medio; pedúnculo de longitud medio largo, fino o semigrueso, engrosado en su extremo, a veces semicarnoso en la base, recto o ligeramente curvo, implantado derecho o ligeramente oblicuo en los casos en que se forma un mamelón en la cavidad, siendo entonces como prolongación de dicho mamelón, cavidad peduncular muy ligera, casi superficial, a veces ligeramente desfigurada por un mamelón ladeado en la base de pedúnculo; anchura de la cavidad calicina bastante amplia, poco o medianamente profunda, con el interior de la cavidad ligeramente plisado, borde bastante ondulado; ojo muy grande, abierto, cerrado o semicerrado debido a la diversa posición de los sépalos, grandes, de base cóncava e indistintamente erectos o con las puntas convergentes o rizadas.
Carne de color blanco con vetas amarillentas; textura medio firme, ligeramente pastosa, algo granulosa sobre todo junto al corazón; sabor muy aromático, dulce, muy bueno. Corazón pequeño, redondeado, pedregoso. Eje estrecho, abierto, de interior lanoso. Celdillas pequeñas, redondeadas, situadas muy altas, con mucha frecuencia frutos partenocárpicos. Semillas pequeñas, redondeadas o elípticas, semiglobosas, de color castaño rojizo oscuro, muy escasas.
La pera 'Bella de Bruxelas' tiene una época de maduración y recolección en segunda quincena de agosto. Se usa sobre todo como pera de cocina, en la elaboración de múltiples recetas.